# 凤岗镇 (东莞市)

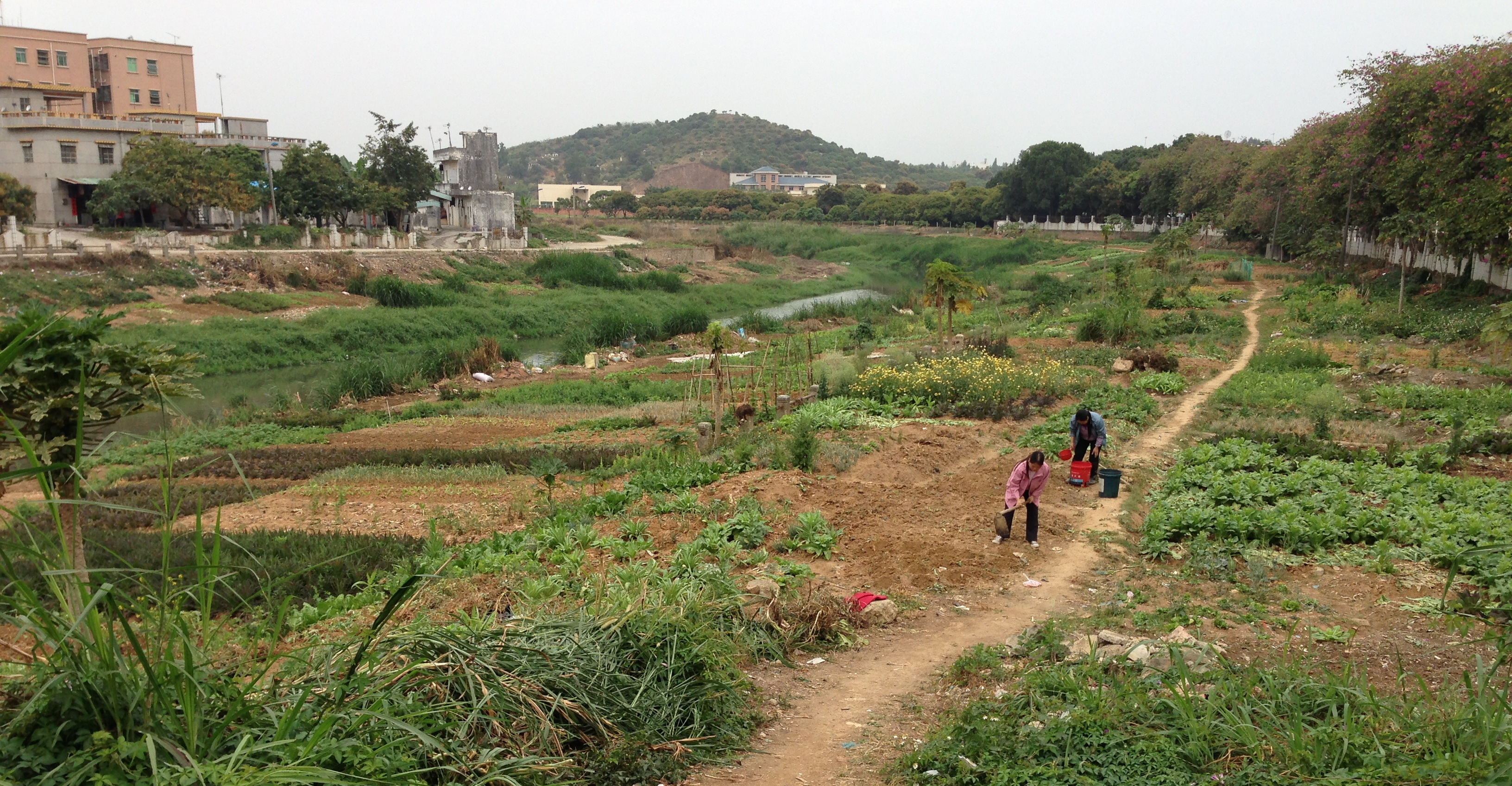
農村區

凤岗镇，是中国广东省东莞市下辖的一个镇，位於東莞市東南端，北鄰塘廈鎮與清溪鎮，南與深圳市龙岗区平湖街道接壤，東面與深圳市龙岗区中心城相連。总面积82.5平方公里，2020年常住人口41.74万人。鳳崗鎮是著名僑鄉，有海外華僑及港澳同胞3萬人，分布於世界36個國家及地區。2019年中国百强乡镇第34名。鎮人民政府駐政通路1號。

## 歷史
鳳崗古稱塘瀝洞，春秋戰國時屬楚國國境。秦代時，屬南海郡番禺縣，到了秦二世元年(公元前209年)，屬南越國國土。西漢滅南越國後，回歸番禺縣。東晉時，改屬東官郡寶安縣。南北朝時，屬東莞郡。
隋朝開皇十年（590年），廢郡設州，屬廣州府寶安縣。唐武德四年（621年），屬廣州總管府寶安縣，到了至德二年（757年）九月，改屬東莞縣。
宋開寶五年（972年），屬廣州中都督府增城睜，六年（973年）復屬東莞縣。元代，屬廣州路總管府東莞縣。明代，屬廣州府東莞縣歸城鄉第六都。清代，仍屬廣州府東莞縣，歸城鄉第六都。清乾隆十九年（1754年），改屬東莞縣石龍戎廳管轄。
到了民國初年，因興建鳳崗新墟，才開始確立鳳崗這個地名。
鳳崗人口主要有兩大族羣，分別是廣府人族羣與客家人族羣。廣州話語系人口於宋末元初，遷到鳳崗立村，至今已有六百年歷史。客家話語系人口，則於清朝中期遷入鳳崗立村，距今約有三百多年歷史。
民國年間，鳳崗轄區有103平方公里，中華人民共和國成立初期，部分村莊劃入平湖鎮、觀瀾鎮、清溪鎮及塘廈鎮，現轄區面積為82.5平方公里。

## 人口
根據東莞市第七次全国人口普查公報顯示，截至2020年11月1日零時，鳳崗鎮常住人口為417430人。

## 轄區
鳳崗鎮管轄12個村(居)委會。
凤岗社区、雁田村、官井头村、油甘埔村、凤德岭村、塘沥村、黄洞村、竹塘村、竹尾田村、三联村、五联村和天堂围村。

## 語言
鳳崗鎮户籍人口中四分三為客家人，其餘為廣東本地人，客家話和粤语在此通行。由於改革開放後，鎮內開設了不少工廠，大量外省民工湧入，故此普通話在外來人口當中通用。

## 經濟
凤岗镇的工业以电子、五金、塑胶、玩具等制造业为主。
由上市港資企業投資4,000萬元發展，佔地38萬平方米華南地區最大的婚紗城，在正式開幕之前，於2010年1月9日舉行集體婚禮，以「一元婚禮」招徠102對香港情侶參加婚禮作宣傳。
2010年代以来，由于深圳的房价迅速上涨，许多在深圳的劳动者选择在凤岗镇购置住宅，凤岗镇部分楼盘增长至一平方米2万多人民币，房地产业也迅猛发展，而凤岗镇也和东莞其他靠近深圳的市镇，如长安镇，大岭山镇，塘厦镇等被称为「[临深地区」。
2012年全镇国内生产总值为138.9亿元。到了2020年，风岗镇地区生产总值已達到318.47亿元，比2019年上增长4.7% ，增速排东莞市第12位。

## 旅遊
成功嶺度假村、南門山森林公園、鳳崗人民公園、雁田公園，是鎮內四大公園，其中成功嶺度假村更是鳳崗主要旅遊景點，位於官井頭村，佔地30多萬平方米，集餐飲、娛樂、旅遊、度假為一體，村內分為「動感玩樂」、「綠色長廊」、「水上樂園」、「歡樂藝演台」四大部分，村內還有一個可容納300人的大型燒烤場。
龍鳳山莊影視假村，是國家4A級旅遊景區，著力打造成「中國婚慶第一鎮」，每年投資100萬元用於婚慶文化宣傳推廣，並舉辦婚慶文化節等活動。
鳳崗鎮內有主要酒店15間，其中位於鳳崗鎮中心鳳深大道上的金凱悅酒店，更是鎮內唯一被國家旅遊局評定為國際五星級標準之酒店。

## 教育
凤岗镇为广东省教育强镇，以中小学教育为主，兼有部分成人高等教育的培训点。现有高级中学一所，东莞市新世纪英才学校；初级中学一所，东莞市华侨中学；成人培训教学点一所，凤岗镇成人学校。

## 體育
鳳崗鎮籃球隊，在東莞市七運會成年籃球賽（乙級），以六連勝佳績奪得冠軍，成功升入甲級。
位於雁田的鳳凰山高爾夫球會頗受香港人歡迎，球會有免費穿梭巴士往返皇崗口岸。

## 名人
- 楊官璘
- 洪全福
- 賴文輝
- 鄧麗欣